# Trichonta fasciata
Trichonta fasciata är en tvåvingeart som beskrevs av Freeman 1951. Trichonta fasciata ingår i släktet Trichonta och familjen svampmyggor. Inga underarter finns listade i Catalogue of Life.